# Jasmine Villegas
Jasmine Marie Villegas (San José, Kalifornia, 1993. december 7. –) amerikai tini R&B és pop énekesnő.

## Élete
Félig filippinó és félig latin származású. Sok év próbálkozás után nem rég aláírt egy szerződést a Sony Music-nál. 2010 szeptemberében csatlakozott Justin Bieber My World turnéjához mint előzenekar. Az All These Boys az első kislemeze. Az album 2010. október 9-én jelent meg ITunes-on. Várhatólag ez lesz a debütáló albuma. Jasmine több reklámban, tv show-ban és videóklipben szerepelt.

## Diszkográfia
Kislemezek
- 2010: "Serious"[1]
- 2010: "All These Boys"[2]
- 2010: "Hello" Jasmine Villegas ft Josiah Produced by Ryan Leslie

## Vendég szereplések
- Disney's That's So Raven
- Touchstone Pictures
- ABC-The Nine
- Threat Matrix
- GMA Network SOP

## Videóklip szereplések
- Kanye West - Jesus Walks
- Frankie J's - How to Deal
- Justin Bieber - Baby, amelyben ő játssza Bieber szerelmét.
- Sean Kingston & Justin Bieber - Eenie Meenie  csak feltűnt

## Élő TV szereplések
- Ének "The Star-Amerikai Egyesült Államok himnusza", következő ökölvívó mérkőzések előtt:
- Manny Pacquiao vs. Juan Manuel Márquez box meccs 2008/03/15 Las Vegas
- Manny Pacquiao vs. David Diaz boxing match on 2008/6/28 Las Vegas
- Miguel Cotto vs. Antonio Margarito boxing match on 2008/7/26 Las Vegas
- Juan Manuel Márquez vs. Joel Casamayor boxing match on 2008/9/13 Las Vegas
- Manny Pacquiao vs. Ricky Hatton boxing match on 2009/5/2 Las Vegas

## Videóklipek
- I own this
- Serious
- All of these boys
- Natural

## Dalok
- Serious
- All These Boys
- Hello ft Josiah
- I own this
- Work
- Boys don't cry
- Remember My Name
- Work
- To the yard
- If U Only Knew
- I Found You
- Just You and Me
- You Chose Mine
- Because I Said So
- Cool Girl
- Let Him Go
- Anythings Possible
- Jealous
- Hot Like Fire
- First Crush
- Live Your Dreams